# 헬렌 클라크
헬렌 엘리자베스 클라크(영어: Helen Elizabeth Clark, ONZ, 1950년 2월 26일~)는 뉴질랜드의 정치인이다. 1999년부터 2008년까지 제37대 뉴질랜드의 총리를 지냈다.

## 성장 과정
해밀턴시의 보수적인 농업가정에서 자랐으며, 청년시절부터 여성운동에 적극적이었다. 1974년에 오클랜드 대학교 정치학 석사를 우수한 성적으로 취득한 이후에는 같은 대학에서 강사생활을 했다. 1981년에 오클랜드시의 마운트 앨버트(Mt Albert) 지역구 의원으로 정계에 입문했으며, 1989년부터 1990년까지 부총리직을 역임했다. 1993년부터 2008년까지 뉴질랜드 노동당의 당수를 지냈으며 임기 중 1999년 총선거에서 승리하여, 선거를 통해 집권한 뉴질랜드 최초의 여성 총리가 되었다.

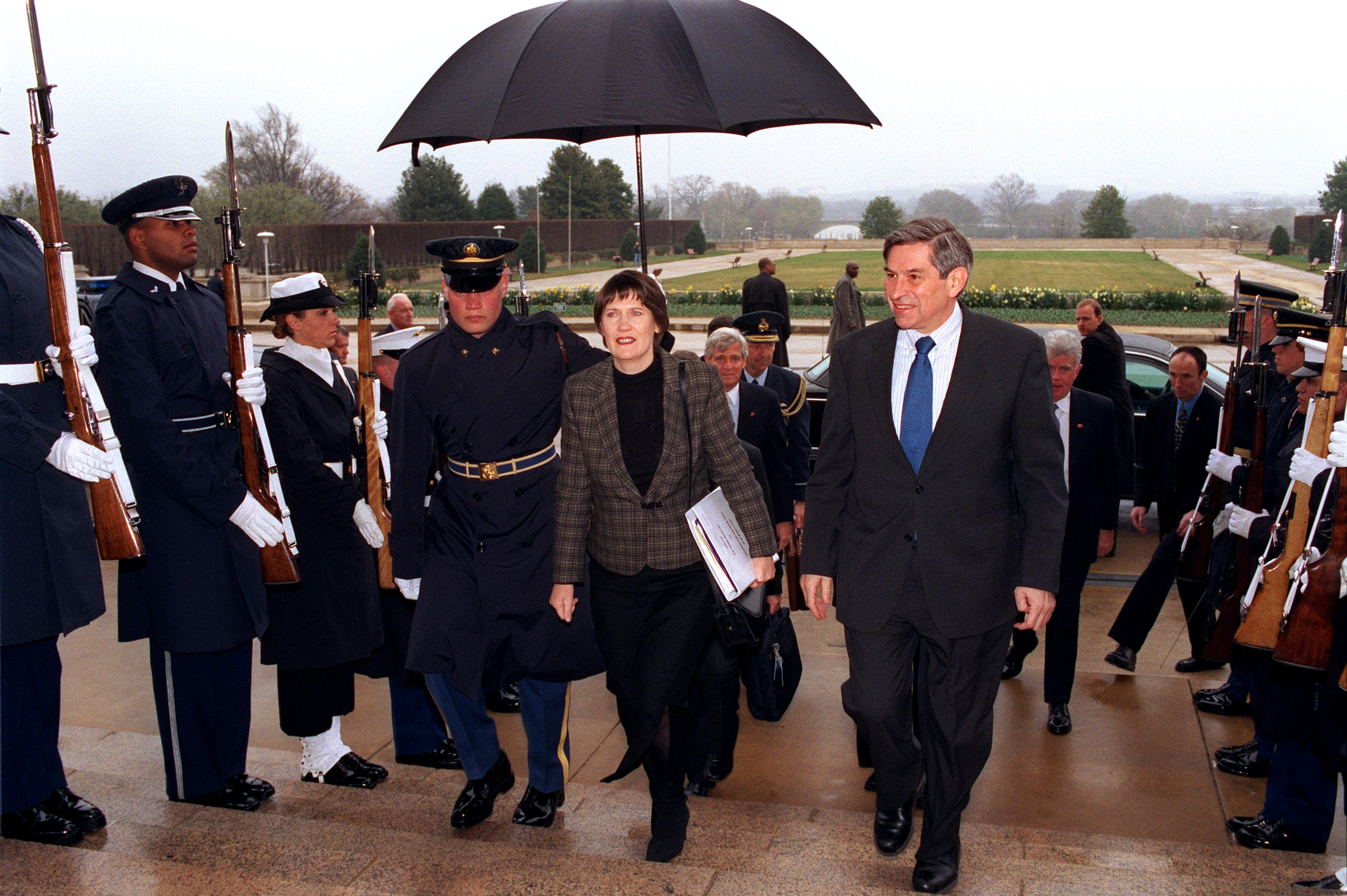
펜타곤에 도착한 클라크 총리

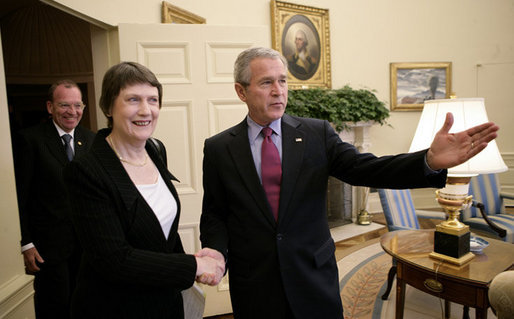
백악관에서 부시 대통령과 함께

## 총리 재임

### 주요 업적과 비판
경제 개혁과 관광 및 문화산업의 적극적 육성 등에 힘입어 재임기간중 서구 선진국에서 드물게 연평균 3~4%의 비교적 높은 경제성장을 기록하는 동시에, 정통사회민주주의정신에 입각한 각종 복지정책을 추진했다. 하지만 보수 야당인 국민당의 지지자들로부터는 그의 주요 정책들이 국가개입이 심하고 비용이 많이 든다는 비판을 꾸준히 받았었다.

### 국제적 정치인으로의 발돋움
외교적으로는 민주주의와 인권신장 그리고 평화체제의 발전을 꾸준히 강조하여, 중국과 북한의 민주화를 적극 지지하고, 아프가니스탄(2001년)과 피지등 남태평양 소국가들(수차례)에 평화유지군을 파병하였으며, 2003년 미국주도의 이라크 전쟁에 결사적으로 반대하였다. 이러한 과정을 통해 그녀는 국제사회에 뉴질랜드의 존재가치를 더욱 높였으며, 그 또한 국제적 정치인으로 발돋움했다.
그녀는 또한 현재의 '영연방 아래의 입헌군주제'로부터 뉴질랜드가 완전한 공화국으로 독립하는 계획에 꾸준히 찬성해왔고, 이를 주도하고 있다.

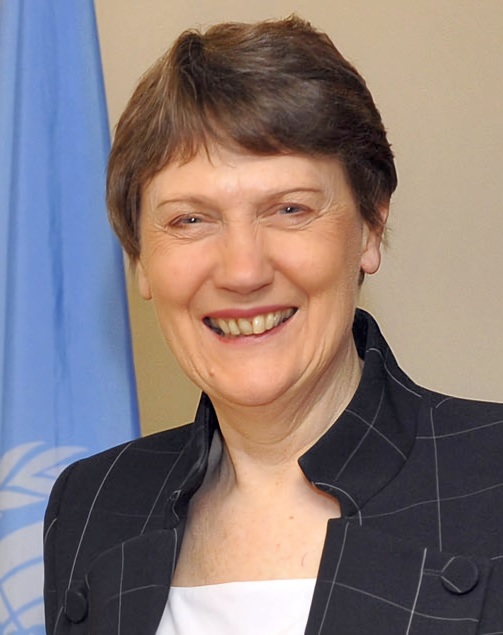
국제 연합 난민 고등 판무관 사무소의 실장 클라크

## 기타
2005년 11월에 대한민국의 노무현 대통령과 한-뉴질랜드 정상회담을 가졌다.
그녀의 배우자는 오클랜드 대학교의 사회학과 교수이기도 한 피터 데이비스(Peter Davis, 1981년 결혼)이다.
2009년 9월에 국제 연합 난민 고등 판무관 실장으로 뉴욕으로 간다.
2010년 헬렌 클라크는 뉴질랜드 최고 훈장인 뉴질랜드 훈장(Order of New Zealand)을 받았다.

## 역대 선거 결과
| 선거명      | 직책명                                                  | 대수 | 정당            | 득표율 | 득표수   | 결과 | 당락                        |
| ----------- | ------------------------------------------------------- | ---- | --------------- | ------ | -------- | ---- | --------------------------- |
| 1974년 선거 | 오클랜드 지방의원 (오클랜드 & 와이헤케 아일랜드 선거구) | -대  | 뉴질랜드 노동당 | 38.10% | 12,050표 | 6위  | 낙선                        |
| 1975년 선거 | 하원의원 (피아코 선거구)                                | 38대 | 뉴질랜드 노동당 | 23.8%  | 4,074표  | 2위  | 낙선                        |
| 1977년 선거 | 오클랜드 지방의원 (오클랜드 & 와이헤케 아일랜드 선거구) | -대  | 뉴질랜드 노동당 | 37.87% | 13,345표 | 8위  | 낙선                        |
| 1981년 선거 | 하원의원 (마운트 앨버트 선거구)                         | 40대 | 뉴질랜드 노동당 | 51.32% | 10,027표 | 1위  | 마운트 앨버트 하원의원 당선 |
| 1984년 선거 | 하원의원 (마운트 앨버트 선거구)                         | 41대 | 뉴질랜드 노동당 | 56.74% | 12,231표 | 1위  | 마운트 앨버트 하원의원 당선 |
| 1987년 선거 | 하원의원 (마운트 앨버트 선거구)                         | 42대 | 뉴질랜드 노동당 | 62.25% | 11,326표 | 1위  | 마운트 앨버트 하원의원 당선 |
| 1990년 선거 | 하원의원 (마운트 앨버트 선거구)                         | 43대 | 뉴질랜드 노동당 | 43.48% | 7,914표  | 1위  | 마운트 앨버트 하원의원 당선 |
| 1993년 선거 | 하원의원 (마운트 앨버트 선거구)                         | 44대 | 뉴질랜드 노동당 | 49.41% | 9,546표  | 1위  | 마운트 앨버트 하원의원 당선 |
| 1996년 선거 | 하원의원 (오와이라카 선거구)                            | 45대 | 뉴질랜드 노동당 | 51.20% | 16,686표 | 1위  | 오와이라카 하원의원 당선    |
| 1999년 선거 | 하원의원 (마운트 앨버트 선거구)                         | 46대 | 뉴질랜드 노동당 | 64.37% | 18,982표 | 1위  | 마운트 앨버트 하원의원 당선 |
| 2002년 선거 | 하원의원 (마운트 앨버트 선거구)                         | 47대 | 뉴질랜드 노동당 | 68.49% | 19,514표 | 1위  | 마운트 앨버트 하원의원 당선 |
| 2005년 선거 | 하원의원 (마운트 앨버트 선거구)                         | 48대 | 뉴질랜드 노동당 | 66.55% | 20,918표 | 1위  | 마운트 앨버트 하원의원 당선 |
| 2008년 선거 | 하원의원 (마운트 앨버트 선거구)                         | 49대 | 뉴질랜드 노동당 | 59.29% | 20,157표 | 1위  | 마운트 앨버트 하원의원 당선 |